# 옐가바구

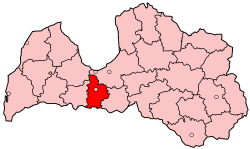
옐가바 구의 위치

옐가바구(라트비아어: Jelgavas rajons)는 라트비아 남부에 있던 구로 행정 중심지는 옐가바이며 면적은 1,605.2km2, 인구는 37,054명, 인구 밀도는 23명/km2이다. 2개 시와 12개 교구를 관할했으며 2009년에 실시된 행정 구역 개편에 따라 폐지되었다. 도벨레 구, 투쿰스 구, 리가 구, 바우스카 구와 인접해 있었으며 리투아니아와 국경을 접하고 있었다.